# 9260 Edwardolson
9260 Edwardolson este o planetă minoră (asteroid), cu un diametru de 4,115 km, din centura de asteroizi. A fost descoperită pe 8 octombrie 1953 la Observatorul Goethe Link⁠(d) de Indiana Asteroid Program⁠(d) și a fost numită după Edward C. Olson⁠(d). 
Obiectul prezintă o orbită caracterizată de o semiaxă mare de 2,2911181 UAi, o excentricitate de 0,23, o înclinație de 5,09854 ° în raport cu ecliptica.